# الناخبية (يافع)

تعديل مصدري - تعديل

الناخبية هي إحدى قرى عزلة لبعوس بمديرية يافع التابعة لمحافظة لحج، بلغ تعداد سكانها 80 نسمة حسب تعداد اليمن لعام 2004.